# تشارلز أدكنز
تشارلز أدكنز (بالإنجليزية: Charles Adkins)‏ (27 أبريل 1932 – 8 يوليو 1993) هو ملاكم أمريكي راحل، مثّل بلاده في الألعاب الأولمبية الصيفية 1952 وحقق الميدالية الذهبية في فئة وزن الويلتر الخفيف.

## روابط خارجية
تشارلز أدكنز على موقع بوكس ريك (الإنجليزية) (registration required)
- تشارلز أدكنز على موقع أوليمبيديا (الإنجليزية)